# Cryptus viduatorius
Cryptus viduatorius är en stekelart som beskrevs av Fabricius 1804. Cryptus viduatorius ingår i släktet Cryptus och familjen brokparasitsteklar. Arten är reproducerande i Sverige.

## Underarter
Arten delas in i följande underarter:
- C. v. rufus
- C. v. antefurcalis
- C. v. bilineatus
- C. v. alboclypeatus
- C. v. exannulatus
- C. v. nigriventris
- C. v. albopostscutellatus